# 2022 en aéronautique
Chronologie de l'aéronautique
- 2018
- 2019
- 2020
- 2021
- 2022
- 2023
- 2024
- 2025
- 2026

Cet article présente les faits marquants de l'année 2022 en aéronautique.

## Évènements

### Janvier
- 1er janvier : 
  - Création de l'entreprise Airbus Atlantic au sein du groupe Airbus. Stelia Aerospace devient une marque commerciale de la nouvelle entité. Elle est le numéro deux mondial dans les aérostructures[1].
  - Le Premier ministre du Danemark a annoncé son objectif d'éliminer l'utilisation de combustibles fossiles pour les vols intérieurs de son pays d'ici 2030[2].
- 5 janvier : Allegiant Air commande 50 avions de ligne Boeing 737 MAX pour un montant de 5,5 milliards de dollars — plus 50 options. Elle doit prendra livraison de 10 de ces appareils en 2023, 24 en 2024 et 16 en 2025[3].
- 6 janvier : la flotte de chasseurs F-16A/B de la force aérienne royale norvégienne est retiré du service actif. La mission de Quick Reaction Alert passe à celle de F-35A[4],[5].
- 12 janvier : premier vol d'un bombardier stratégique russe Tupolev Tu-160M2 neuf[6].
- 15 janvier : la flotte des de Havilland Canada DHC-5 Buffalo de l'Aviation royale canadienne, entrés en service en 1967, est retirée du service[7].
- 19 janvier : livraison des six premiers chasseurs Dassault Rafale à la force aérienne grecque[8].
- 20 janvier : Zara Rutherford, pilote belgo-britannique, devient  la plus jeune femme pilote à voler en solitaire autour du monde et la première femme à réaliser un tour du monde dans un avion ultraléger. Son voyage débute à Courtrai en Belgique, le 18 août 2021, et s'achève le 20 janvier 2022 dans la même ville[9]..
- 21 janvier : 
  - fermeture de l'hélicoptériste américain Enstrom Helicopter Corporation (en) fondé le 22 décembre 1959[10].
  - livraison du dernier hélicoptère H155 Dauphin, plus de 1 100 produits depuis 1972[11]. Les versions KAI LAH (en) et KAI LCH (en) seront construites en Corée du Sud par Korea Aerospace Industries.
- 27 janvier : Air India rejoint le groupe Tata qui a remporté un appel d'offres de privatisation du gouvernement indien en octobre 2021[12].
- 31 janvier : Qatar Airways commande 34 avions cargos Boeing 777-8 Freighter et pose une option sur 16 autres. Le contrat de plus de 20 milliards de dollars au prix catalogue représente la plus importante commande d'avions destinés au fret de Boeing[13].

### Février
- 2 février : Première livraison de l'avion léger français Elixir Aircraft Elixir[14].
- 5 février : pour la première fois, la DARPA effectue un vol autonome avec un hélicoptère UH-60 (sans pilote ni commande a distance)[15].
- 7 février : Frontier Airlines annonce une fusion prévue avec Spirit Airlines pour 2,8 milliards de dollars[16].
- 10 février : 
  - L'Indonésie signe un contrat pour six chasseurs Dassault Rafale. La commande totale prévoit la livraison de 42 de ces avions de combat à partir de 2025 pour l'Armée de l'air indonésienne[17].
  - Retrait du premier Northrop Grumman E-8 Joint STARS[18]
- 15 février : 8000e livraison d'un avion d'affaires de la famille Cessna Citation. La première livraison ayant eu lieu en 1972[19].
- 22 février : Dernier vol du chasseur Dassault Mirage 2000N. Le dernier exemplaire servant au DGA Essais en vol est retiré du service[20].
- 24 février : Les prémisses puis le déclenchement de l'invasion de l'Ukraine par la Russie en 2022 entrainent la fermeture de l'espace aérien ukrainien et frontalier russe à l'aviation civile. Plusieurs aéronefs sont détruits de part et d'autre. Les sanctions contre la Russie bloquent l’accès de l'Aeroflot aux îles Britanniques, la Russie bloque l’accès de son espace aérien à tout avion lié au Royaume-Uni. La Moldavie ferme son espace aérien.
- 26 février : La Bulgarie, la Roumanie[21], la Pologne et la République tchèque ferment leurs espaces aériens aux compagnies aériennes russes. La Russie fait de même envers les compagnons de ces pays. Estonie] et Lettonie annoncent qu'ils vont également faire de même[22].
- 27 février : 
  - Après plusieurs décisions nationales de  l'Allemagne, l'Autriche, l'Espagne, la Finlande, la France, le Luxembourg, l'Italie, qui annoncent qu'ils ferment leurs espaces aériens aux avions russes, c'est l'ensemble de l'Union européenne qui ferme leur espace a l'aviation russe. Avec le Royaume-Uni, l'Islande, la Moldavie et la Norvège, cela fait un total de 31 pays (hors Ukraine). Le Canada fait de même[23]. Une grande part des compagnies aériennes occidentales dont Lufthansa annulent leurs vols vers la Russie[24].
  - L'avion-cargo Antonov An-225, le plus grand du monde, est confirmé détruit après la bataille de l'aéroport de Hostomel[25].

### Mars
- 1er mars : Les États-Unis ferment également leur espace aérien à l'aviation russe[26].

- 2 mars : 
  - Airbus et Boeing suspende leurs support de maintenance aux compagnies aériennes russes[27].
  - Un chasseur MiG-21 de la force aérienne roumaine dans une zone inhabité du Județ de Constanța près des côtes de la mer Noire tuant son pilote.
  - Un hélicoptère IAR330 Puma effectuant des recherches sur l'accident s'écrase dans près de Gura Dobrogei, à environ 11 kilomètres de la base aérienne Mihail-Kogălniceanu où il avait décollé. Les sept personnes à bord périssent[28].

- 5 mars : S7 Airlines, la seconde plus grande compagnie aérienne russe, annule ses vols internationaux en raison des sanctions occidentales à la suite de l'invasion de l'Ukraine par la Russie.

- 8 mars :  Aeroflot annule tous ses vols internationaux, hors Biélorussie. L'agence russe de l'aviation, Rossaviatsia, indique avoir "recommandé" aux compagnies russes exploitant des avions de location enregistrés hors du pays de cesser les vols vers l'étranger afin d'éviter la saisie des appareils[29].

- 15 mars : le président russe Vladimir Poutine signe un décret autorisant les compagnies aériennes russes à enregistrer à leur nom des appareils loués à des sociétés étrangères, essentiellement occidentales. Cette nationalisation concerne environ 500 avions de ligne sur les 1 400 exploités en Russie. Avec les avions d'affaires, on approche de 745 avions. Le capital confisqué dépasse 10 milliards de dollars[30].

- 17 mars : Le conglomérat américain Textron (possédant Cessna, Beechcraft, et Bell Textron) annonce un accord pour l'achat de la société slovène Pipistrel, producteur de l'avion électrique Pipistrel Velis Electro, La transaction devrait être finalisée au cours du deuxième trimestre 2022[31].
- 21 mars : le Boeing 737-800 de Vol China Eastern Airlines 5735 s'écrase en Chine causant la mort des 132 personnes à bord.
- 28 mars : 
  - Le gouvernement du Canada a officiellement annoncé avoir choisi la proposition d'achat de 88 avions de chasse Lockheed Martin F-35A pour le remplacement des CF-18 Hornet de l'Aviation royale canadienne. Livrables à partir de 2025.
  - Le dernier avion d'affaires Learjet, un Learjet 75, sort de la ligne d'assemblage final. Plus de 3 000 ont été produits par cette entreprise[32].

### Mai
- 9 mai : Les compagnies aériennes nigérianes suspendent leurs opérations intérieures pour protester contre la flambée des prix du kérosène[33].
- 23 mai : Annonce de la fin de la production de l'avion léger Sonaca 200 construit à 57 exemplaires dont le dernier sera livré au mois de juillet. C'est, a cette date, le dernier avion construit en Belgique[34].

### Juin
- 1er juin : la fusion entre OAK, Soukhoï et MiG[35] est effective. Mig et Soukhoi devenant des marques commerciale[36].
- 15 juin : Premier vol de l'avion de ligne Airbus A321 XLR depuis l'aéroport de Hambourg-Finkenwerder en Allemagne[37].
- 16 juin : 
  - les Pays-Bas annoncent l'achat de cinq avions de transport militaires Embraer C-390M livrables à partir de 2026[38].
  - le gouvernement roumain approuve l'achat de 32 chasseurs F-16 de seconde main auprès de la Norvège, pour un montant de 454 millions d'euros[39]
- 21 juin : le constructeur ATR, en collaboration avec la compagnie suédoise Braathens et le raffineur Neste a réalisé un vol d'essai historique en opérant pour la première fois un ATR 72-600 emportant 100% de carburant d'aviation durable (ou SAF, pour "Sustainable Aviation Fuel") de Malmö, ville côtière du sud de la Suède, jusqu'à Bromma, en Suède en 1 h 20 min[40].
- 23 juin: mise en sommeil de l'Escadron de chasse 2/5 Île-de-France, dernier opérateur de l'armée de l'air et de l'espace française du Dassault Mirage 2000C[41].
- 27 juin : L'armée de l'air espagnole prend le nom d'armée de l'air et de l'espace (Ejército del Aire y del Espacio)[42]
- 28 juin : premier vol de l'avion d'affaires Gulfstream G800 depuis l’aéroport international de Savannah/Hilton Head[43].

### Juillet
- 19 juillet : Premier vol de l'avion de combat sud-coréen KAI KF-21 Boramae depuis la base aérienne de Sacheon.

- 20 juillet : Le gouvernement tchèque annonce son intention d’acquérir 24 F-35A pour équiper deux escadrons de la Force aérienne tchèque[44].

### Août
- Livraison du 603e et dernier avion utilitaire Pilatus PC-6 construit depuis 1959[45].
- 10 août : Reprise des livraisons de Boeing 787 stoppé depuis mai 2021[46].
- 12 août : Premier vol de l'hélicoptère d'attaque italien Leonardo Helicopters AW249 (en)[47].
- 19 août : Accident du drone Zephir 8. Il décolle de Yuma Proving Ground (en) le 15 juin 2022 et s'écrase le 19 août, après 64 jours d’affilée de vol, en Arizona. Il était à quelques heures de battre le record du monde de durée de vol[48].
- 29 août : Premier vol du prototype du bombardier d'eau AG600M, dont le design a été entièrement reçu à partir de l'hydravion AVIC TA-600, depuis l'aéroport de Zhanghe, à Jingmen, en province du Hubei[49].
- 31 août : Retrait de l’avion d'entrainement Valmet L-70 Vinka de l'Armée de l'air finlandaise[50].

### Septembre
- 27 septembre : 
  - premier vol de l'avion électronique Eviation Alice  de l'aéroport international de Grant County, à Moses Lake, dans l'état de Washington.
  - Virgin Atlantic annonce qu'elle rejoindra l'alliance SkyTeam en 2023[51].
- 29 septembre : dernier vol de l'Observatoire stratosphérique pour l'astronomie infrarouge, un Boeing 747 équipé d'un télescope infrarouge, en service depuis 2014[52].
- 30 septembre : livraison du 500e avion de ligne Airbus A350[53].

### Novembre
- 4 novembre : fin du trafic régulier de l'aéroport de Doncaster-Sheffield Robin Hood ouvert le 28 avril 2005[54].
- 6 novembre : un avion de transport ATR-42 du Vol Precision Air 494 avec 43 personnes à bord effectuant une liasion entre Dar es salam à Bukoba s’est abîmé dans le lac Victoria en Tanzanie. 19 personnes sont mortes[55].

### Décembre
- 2 décembre : l'US Air Force dévoile pour la première fois au public le bombardier stratégique Northrop Grumman B-21 Raider depuis la base aérienne Edwards, en Californie[56].
- 6 décembre : 
  - le dernier avion de ligne Boeing 747 sort d'usine, il s'agit d'un Boeing 747-8 Freighter. Il a été construit à 1 574 exemplaires depuis 1967.
  - le Bell V-280 Valor remporte le programme FLRAA (Future Long Range Assault Aircraft) pour remplacer les UH-60 Black Hawk des forces armées des États-Unis[57].
- 9 décembre : 
  - les dernières hélicoptères Alouette III de la Marine nationale française, le dernier opérateur gouvernement français a les utilisés, ont une cérémonie d'adieu après 60 ans d’exploitation. Ils sont retirés du service le 31 décembre 2022[58].
  - livraison du premier avion de ligne Comac C919 destinés à des vols commerciaux[59].
- 14 décembre : 
  - Le ministère allemand de la Défense a annonce l'acquisition de 35 avions de combat Lockheed Martin F-35A " Lightning II" pour 13 milliards d'euros. Ce montant comprenant la maintenance des avions et les infrastructures au sol[60].
  - premier vol du drone de combat turc Baykar Bayraktar Kızılelma[61].
- 26 novembre : 5 drones nord-coréens pénètrent l'espace aérien de la Corée du Sud provoquant l'intervention de la chasse et d'hélicoptères de combat sud-corées et des tirs de semonce. Un avion d'attaque KAI KT-1 Woongbi s'écrase au décollage près de la base aérienne de Wonju, l'équipage s'est éjecté. Les aéroports de Incheon et Gimpo sont fermés une heure[62].

## Généralités
- Airbus livre 661 avions de ligne - 53 Airbus A220, 516 Airbus A320neo, 35 Airbus A330/A330neo, 60 Airbus A350 - et reçoit 820 commandes nettes[63].

- Boeing livre 480 avions de ligne - 387 Boeing 737, 5 Boeing 747, 33 Boeing 767, 24 Boeing 777, 31 Boeing 787 - et reçoit 808 commandes nettes. Sa branche militaire livre 12 avions de combat F-15 Eagle, 14 F/A-18 Super Hornet, 15 avions ravitailleurs KC-46, 15 P-8 Poseidon, 75 hélicoptères d'attaque Boeing AH-64 Apache neufs ou reconfigurés, 28 hélicoptères de transport Boeing CH-47 Chinook neufs ou reconfigurés, 4 hélicoptères utilitaires MH-139[64].

- Lockheed Martin livre 141 avions de combat Lockheed Martin F-35[65].

- Dassault Aviation reçoit des commandes pour 92 avions de combat Dassault Rafale et 64 avions d'affaires Falcon[66]. Quatorze Rafale et 32 Falcon sont livrés[67].

- OAK assemble 7 chasseurs Soukhoï Su-35 et 6 Soukhoï Su-57, 8 de ses derniers sont livrés aux forces aériennes russes, deux d'entre eux étant construit en 2021[68].

- Embraer livre 159 avions soit 57 avions de transport et 102 avions d'affaires[69].

- Bombardier Aéronautique livre 123 avions d'affaires [70].

- Daher enregistre 100 commandes et livre 56 avions de la famille TBM et 17 Kodiak 100[71].

- Avions de transport régional  reçoit 25 commandes fermes en 2022 (contre 35 en 2021) et livre 25 appareils neufs (contre 31) ainsi que 11 avions d'occasion (contre 10).

- Airbus Helicopters enregistre 374 commandes brutes et 362 nettes en 2022. 344 hélicoptères sont livrés[72].